# Jerzy Maria Janecki
Jerzy Maria Janecki (ur. 30 stycznia 1926 w Bydgoszczy, zm. 26 listopada 2020 w Warszawie) – polski lekarz internista i urzędnik państwowy, profesor doktor habilitowany nauk medycznych, specjalista w zakresie internistyki, diagnostyki medycznej i informatyki medycznej, dyrektor generalny Ministerstwie Zdrowia i Opieki Społecznej (1981–1982).

## Życiorys
Syn Aureliusza i Franciszki. W 1952 ukończył studia na Akademii Medycznej w Poznaniu. Uzyskiwał stopnie doktora i doktora habilitowanego nauk medycznych, a 18 lutego 1988 tytuł profesora zwyczajnego nauk medycznych. Specjalizował się w zagadnieniach chorób wewnętrznych, diagnostyki laboratoryjnej, informatyki medycznej. W 1979 zatrudniony w Instytut Biocybernetyki i Inżynierii Biomedycznej Polskiej Akademii Nauk, gdzie kierował Pracownią Informatyki Klinicznej w Zakładzie Biomechaniki i Robotów, zajmując się wykorzystaniem metod informatycznych do analizy zbiorów danych laboratoryjnych. Został wiceprezesem Polskiego Towarzystwa Informatyki Medycznej.
Wstąpił do Stronnictwa Demokratycznego. Od listopada 1981 do grudnia 1982 zajmował stanowisko dyrektora generalnego w Ministerstwie Zdrowia i Opieki Społecznej.
11 grudnia 2020 pochowany na cmentarzu przy parafii Świętego Krzyża w Bydgoszczy.

## Odznaczenia
W 2005 odznaczony Krzyżem Kawalerskim Orderu Odrodzenia Polski.